# Lý Giang
Lý Giang (tiếng Trung giản thể: 李江, bính âm Hán ngữ: Lǐ Jiāng, sinh tháng 1 năm 1958, người Hán) là nữ chính trị gia nước Cộng hòa Nhân dân Trung Hoa. Bà hiện là Bí thư Đảng tổ, Chủ tịch Chính Hiệp Vân Nam. Bà từng là Phó Bí thư Đảng tổ, Phó Tỉnh trưởng thường vụ Chính phủ Vân Nam, Viện trưởng Học viện Hành chính Vân Nam; Thường vụ Tỉnh ủy, Bộ trưởng Bộ Tổ chức Tỉnh ủy Vân Nam; Bí thư Thị ủy Ngọc Khê, và cũng từng là Bí thư Tỉnh đoàn Vân Nam.
Lý Giang là đảng viên Đảng Cộng sản Trung Quốc, học vị Cử nhân Luyện kim, nghiên cứu sinh quản lý kinh tế. Bà có sự nghiệp đều công tác ở chính quyền địa phương Vân Nam quê nhà của mình.

## Xuất thân và giáo dục
Lý Giang sinh tháng 1 năm 1958 tại thủ phủ Côn Minh, tỉnh Vân Nam, Cộng hòa Nhân dân Trung Hoa. Bà lớn lên và học phổ thông ở Côn Minh, vào tháng 2 năm 1978 thì thi vào Học viện Công Côn Minh (昆明工学院, nay là Đại học Khoa học Kỹ thuật Côn Minh, nhập học Khoa Luyện kim và tốt nghiệp chuyên ngành luyện thép vào tháng 2 năm 1982. Ngay sau khi tốt nghiệp, bà tới thủ phủ Trường Sa, Hồ Nam của Hồ Nam để theo học khóa tiến tu 1 năm tại Đại học Công nghiệp Trung Nam. Mười năm sau, bà là nghiên cứu sinh chuyên ngành quản lý kinh tế tại trường cũ Khoa Kỹ Côn Minh lúc này đã nâng cấp lên đại học, nghiên cứu từ tháng 9 năm 1993 đến tháng 7 năm 1997. Lý Giang được kết nạp đảng vào tháng 1 năm 1976 khi còn ở phong trào nông thôn, bà từng tham gia khóa tiến tu cán bộ từ tháng 9 năm 1993 đến tháng 1 năm 1994 tại Trường Đảng Trung ương Đảng Cộng sản Trung Quốc.

## Sự nghiệp
Tháng 12 năm 1973, Lý Giang được xếp vào diện thanh niên trí thức thuộc phong trào Vận động tiến về nông thôn, điều về Hội Trạch vùng Khúc Tĩnh làm thanh niên nông thôn lao động ở công xã Đãi Bổ (待补公社, nay là trấn Đãi Bổ) khi 15 tuổi. Bà làm việc ở Đãi Bổ 3 năm thì chuyển sang mỏ quặng chì, kẽm trong huyện làm công nhân ở xưởng khai thác số 1 trong 2 năm. Khi phong trào nông thôn kết thúc, bà đi học đại học, khi hoàn thành chương trình năm 1983 thì được giữ lại trường Côn Minh và công tác ở Đoàn Thanh niên Cộng sản Trung Quốc, là Phó Bí thư Đoàn trường và Bí thư Đoàn trường những năm 1986–90. Tháng 7 năm 1990, Lý Giang được bầu làm Phó Bí thư Tỉnh đoàn Vân Minh, khi 32 tuổi, giữ chức vụ này trong 6 năm thì thăng chức làm Bí thư Tỉnh đoàn từ tháng 4 năm 1996. Cuối năm 1999, bà được điều về Ngọc Khê, chỉ định làm Phó Bí thư Thị ủy, được bổ nhiệm làm Phó Thị trưởng, cấp chính sảnh, rồi Thị trưởng từ đầu năm 2000. Từ tháng 2 năm 2001, bà là Bí thư Thị ủy Ngọc Khê, lãnh đạo địa phương này trong 2 năm.
Tháng 2 năm 2003, Lý Giang được bầu vào Ban Thường vụ Tỉnh ủy, nhậm chức Bộ trưởng Bộ Tổ chức Tỉnh ủy Vân Nam. Đến đầu năm 2008 thì bà được chuyển vị trí làm Thành viên Đảng tổ của Chính phủ Nhân dân tỉnh Vân Nam, được bổ nhiệm làm Phó Tỉnh trưởng. Bốn năm sau, tháng 6 năm 2012, bà là Phó Bí thư Đảng tổ, Phó Tỉnh trưởng thường vụ, rồi kiêm nhiệm là Viện trưởng Học viện Hành chính Vân Nam sau đó 2 năm. Đầu năm 2017, bà đồng thời được phân công làm Bí thư Đảng tổ, Phó Chủ tịch Chính Hiệp tỉnh, đến ngày 29 tháng 1 năm 2018 thì được bầu làm Chủ tịch Ủy ban Vân Nam Hội nghị Hiệp thương Chính trị Nhân dân Trung Quốc, và miễn nhiệm các chức vụ ở Ban Thường vụ Tỉnh ủy sau đó ít tháng. Cuối năm 2022, bà tham gia Đại hội Đảng Cộng sản Trung Quốc lần thứ XX từ đoàn đại biểu Vân Nam.